# Emília Rotter
Emília Rotter (* 8. September 1906 in Budapest; † 28. Januar 2003 ebenda) war eine ungarische Eiskunstläuferin, die im Paarlauf startete.
Sie trat im Paarlauf zusammen mit László Szollás an. Gemeinsam wurden sie in den Jahren 1931 bis 1936 sechsmal in Folge ungarische Meister. 
1930 und 1931 wurden sie Vize-Europameister hinter ihren Landsleuten Olga Orgonista und Sándor Szalay. Bei ihrer dritten und letzten Europameisterschaftsteilnahme wurden sie 1934 in Prag Europameister. 
Ihren ersten Auftritt bei Weltmeisterschaften hatten Rotter und Szollás bereits 1929 im heimischen Budapest. Sie belegten dort den fünften Platz. Bei ihrer nächsten Weltmeisterschaftsteilnahme  wurden sie 1931 in Berlin bereits Weltmeister. Dabei schlugen sie äußerst knapp ihre Landsleute Orgonista und Szalay, denen sie bei der Europameisterschaft kurz zuvor noch unterlegen waren. Ein Jahr später, 1932 im kanadischen Montréal, konnten Rotter und Szollás ihren Titel nicht verteidigen, sie gewannen die Silbermedaille hinter den Franzosen Andrée Brunet und Pierre Brunet. Für diese war es ihre letzte Weltmeisterschaft und somit war der Weg frei für die Ungarn. 1933 in Stockholm und 1934 in Helsinki gewannen sie die Goldmedaille, beide Male knapp vor den Österreichern Idi Papez und Karl Zwack. 1935 im heimischen Budapest wurden sie dann zum dritten Mal in Folge und insgesamt zum vierten und letzten Mal Weltmeister und dies einstimmig vor den Österreichern Ilse Pausin und Erik Pausin. 
Rotter und Szollás nahmen an zwei Olympischen Spielen teil. Sowohl 1932 in Lake Placid wie auch 1936 in Garmisch-Partenkirchen gewannen sie die Bronzemedaille. 
Emília Rotter arbeitete später in der Verwaltung der Technischen Universität in Budapest. Rotter wie auch Szollás, der ebenfalls jüdisch war, wurden 1995 in die Internationale Jüdische Hall of Fame aufgenommen.

## Ergebnisse

### Paarlauf
(mit László Szollás)
| Wettbewerb / Jahr          | 1929 | 1930 | 1931 | 1932 | 1933 | 1934 | 1935 | 1936 |
| -------------------------- | ---- | ---- | ---- | ---- | ---- | ---- | ---- | ---- |
| Olympische Winterspiele    |      |      |      | 3.   |      |      |      | 3.   |
| Weltmeisterschaften        | 5.   |      | 1.   | 2.   | 1.   | 1.   | 1.   |      |
| Europameisterschaften      |      | 2.   | 2.   |      |      | 1.   |      |      |
| Ungarische Meisterschaften |      |      | 1.   | 1.   | 1.   | 1.   | 1.   | 1.   |